# 上海浦东川沙永安公墓
上海浦东川沙永安公墓是中華人民共和國上海市浦東新區川沙新镇对面村六队41号的一座公墓，最初于1958年建立，占地约166亩。2010年前曾用名龙尖公墓、乐乡公墓永安墓区，2010年改名上海浦东川沙永安公墓。由于年限久远、土地有限，永安公墓现只有少量传统小型墓穴出售，目前对外销售的主要葬式为室内壁葬。现属上海市一级公墓。